# Fabián Estapé
Fabián Estapé Rodríguez (Portbou, Gerona, 14 de septiembre de 1923-León, 31 de enero de 2012) fue un economista español. Catedrático de Política Económica y rector en dos ocasiones de la Universidad de Barcelona. Durante la dictadura franquista colaboró en la política de los Planes de Desarrollo. Es considerado el introductor en España de Joseph A. Schumpeter y John Kenneth Galbraith.

## Biografía
Estudió Derecho en la Universidad de Barcelona, donde se licenció en 1946, con premio extraordinario. Posteriormente se doctoró en la Universidad Central de Madrid en el año 1953. Profesor ayudante (1946) y profesor adjunto de la Facultad de Derecho de la Universidad de Barcelona (1950). En 1954 fue nombrado profesor de historia económica en la Universidad de Barcelona, y Vicepresidente de la Comisión Organizadora de la facultad de Ciencias Económicas de Barcelona. Obtuvo, por oposición, la Cátedra de Economía y Hacienda de la Facultad de Derecho de la Universidad de Zaragoza (1956) y, seguidamente, la Cátedra de Política Económica de la Facultad de Ciencias políticas y Ciencias Económicas de la Universidad de Barcelona, de la que fue decano (entre 1962 y 1965), catedrático (tras su jubilación, catedrático emérito) y rector en dos ocasiones (1969-1971 y 1974-1976). También fue profesor invitado de la Universidad Pompeu Fabra.
Formó parte del gobierno como Comisario Adjunto al Plan de Desarrollo durante el franquismo (1971-1974, con el tecnócrata Laureano López Rodó).
A pesar de su papel institucional durante el franquismo, se acercó a los movimientos de izquierda, en los que ejerció bastante influencia durante la Transición Española, afiliándose en el sindicato Comisiones Obreras (CC. OO.) y en la Unión General de Trabajadores (UGT).
Fue también directivo del FC Barcelona durante dos años, de 1959 a 1961. Ingresó como contable durante la presidencia de Francesc Miró-Sans y se mantuvo tras la dimisión de este, durante el mandato interino de Antoni Julià de Capmany.
En 1979 el Col·legi d'Economistes de Catalunya lo distinguió como colegiado de honor.
Se casó con María Antonia Tous y tuvo cinco hijos. Su nieta es la psiquiatra Marian Rojas Estapé.

## Premios y distinciones
- Premio Nacional de la Fundación Juan March por sus estudios sobre el desarrollo económico español.
- Premio Rey Jaime I de Economía (1995) por el papel que ha desempeñado en la difusión en España de la obra de Schumpeter, contribuyendo así a la adecuada comprensión de la realidad empresarial, y por haber perseguido en su cátedra, en sus libros y en sus artículos el modificar la política económica española hasta convertirla en un instrumento adecuado para un mayor desarrollo económico.[3]
- Legión de Honor[5]
- Cruz de la Orden de Alfonso X el Sabio
- Cruz de Sant Jordi (1990)
- Colegiado de Honor (1979) del Col·legi d'Economistes de Catalunya

## Obras
Además de centenares de artículos y estudios sobre política económica e historia del pensamiento económico, ha escrito los siguientes libros:
- 1959: La quiebra de Barcelona Traction
- 1963: Las inversiones en enseñanza y el desarrollo económico
- 1971: La reforma tributaria de 1845
- 1971: Ensayos sobre historia del pensamiento económico
- 1990: Una perspectiva española
- 1999: De tots colors, (obtuvo el Premio Gaziel)
- 2000: Sin acuse de recibo (memorias)
- 2001: Vida y obra de Ildefonso Cerdá
- 2002: Agoreros y demagogos
- 2004: El joc de viure
- 2006: Deu Grans Catalans
- 2009: Mis economistas y su trastienda. La historia de la economía a través de la vida privada y las anécdotas más personales de los principales economistas